# Copilco (métro de Mexico)
Copilco est une station de la Ligne 3 du métro de Mexico, située au sud de Mexico, dans la délégation Coyoacán.

## La station
La station est ouverte en 1983.

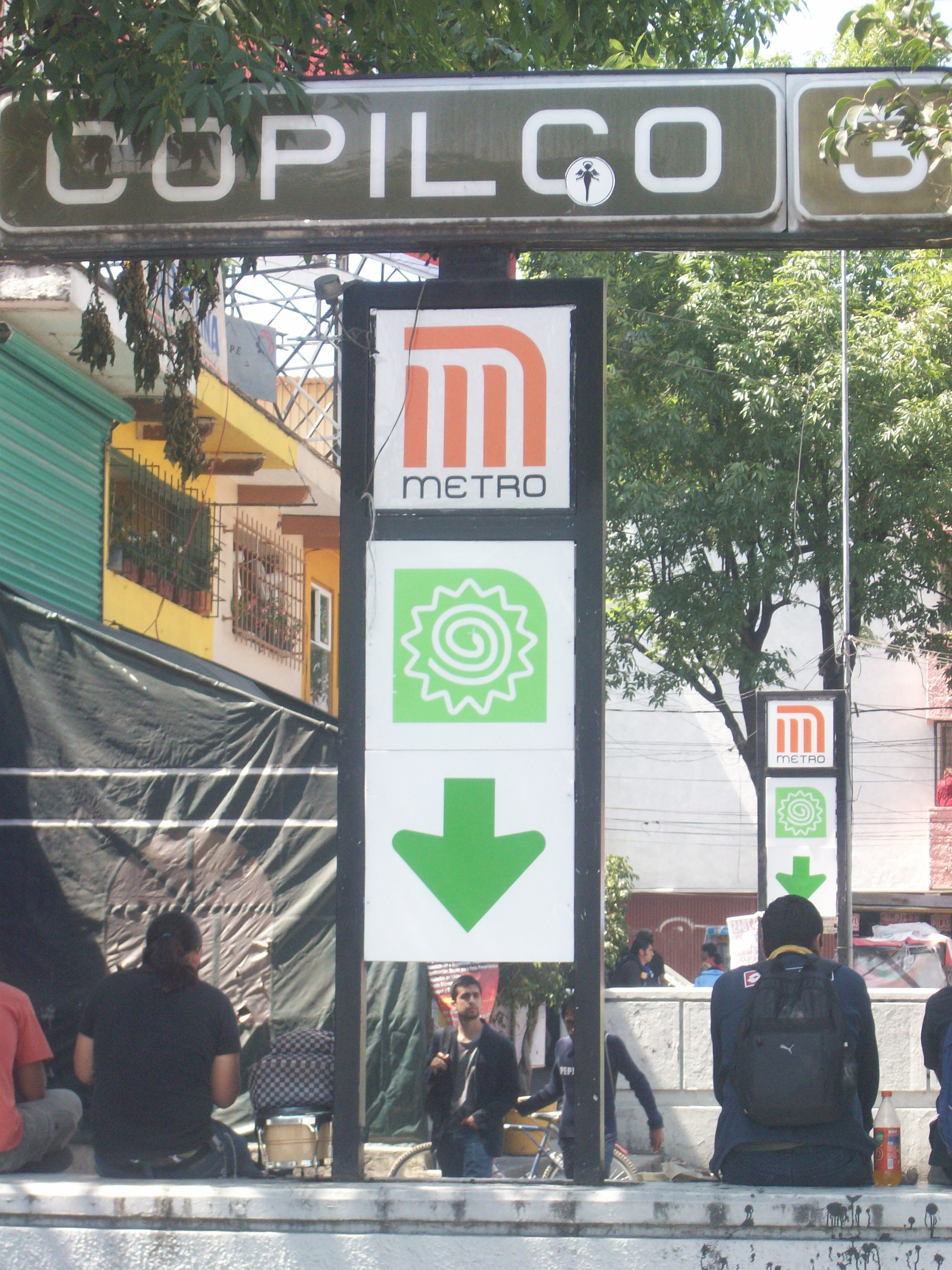
Accès à la station.

L'icône de la station représente une image de la culture olmèque préclassique (1100 à 600 av. J.-C.) liée à la pluie, et mêlée à un serpent d'eau, d'où une sorte de dragon céleste, devenu plus tard le Dieu de l'eau.
La station a été construite sur un terrain couvert par la roche volcanique, formé après l'éruption du volcan Xitle vers 500 av. J.-C.. C'est pourquoi, lors des travaux, on y a trouvé des squelettes et des objets de poterie, des offrandes funéraires selon les archéologues.